# Henriette Hahn-Brinckmann
Henriette Christine Hahn-Brinckmann (født 12. september 1862 i København; død 2. april 1934 i Bergedorf bei Hamburg) var en dansk-tysk maler. Hun blev i 1901 gift med den tyske museumsdirektør og kunsthistoriker Justus Brinckmann.
Hahn-Brinckman modtog undervisning hos Pietro Krohn og Kristian Zahrtmann på Tegne- og Kunstindustriskolen for Kvinder og studerede i Dresden og 1892-94 i Paris.

1887-93 var hun lærer ved Gewerbe-schule für Mädchen i Hamborg, og tidligst fra 1894 var hun ved Tegneskolen i samme by.

## Uddannelse og gennembrud
Hahn-Brinckmann blev uddannet i årene 1877 - 1886 på “Tegneskolen for kvinder” i København, da det først fra 1888 var muligt for kvinder at gå på Kunstakademiet. I 1887 kommer hun til Hamborg på et stipendium.  Fra 1887 - 1992 var hun ansat som tegnelærer på Gewerschule für Mädchen i Hamborg, som på det tidspunkt blev ledet af Justus Brinckmann (1843 - 1915), grundlæggeren og den første direktør for Hamborgs museum for kunst og håndværk. Her underviste hun i at tegne planter efter naturen som basis for udkast til ornamentik. Hun udformede blomsterakvareller i storformat med botanisk nøjagtighed. Hun videreuddannede sig fra 1892 - 1894 først i Dresden og derefter i Paris.
Den 14. april 1893 fødte hun Stephanie, kendt som Steffi, en datter af Brinckmann, som stadig var gift med Maria Pia Adele von Froschauer. I denne tid malede hun miniaturer på elfenben og mødte Niels Hansen-Jacobsen, den senere grundlægger af Vejens Kunstmuseum.
Efter sin hjemkomst til Hamborg åbnede hun sit eget atelier i 1894 og en skole for tegne- og maleundervisning i 1896. Hun lavede design til gobeliner til Scherrebeker Kunstwebschule og illustrationer til museumspublikationer. De japanske samlinger på Museum für Kunst und Gewerbe inspirerede hende til at skabe farvetræsnit med op til seks farver. Med disse er hun en af de første brugere af denne teknologi i Tyskland sammen med Otto Eckmann og Peter Behrens. Træsnittene blev udstillet i Hamborg, Dresden, København og Paris. På verdensudstillingen i Paris i 1900 modtog hun en sølvmedalje. Motiverne for hendes træsnit var natur, bybilleder og portrætter i jugendstil.

## Ægteskab og professional pause
Henriette Hahn-Brinckmann giftede i 1901 med Justus Brinckmann. Under hendes 13-årige ægteskab holdt hun en pause i sit professionelle arbejde, da Brinckmann forbød hende at arbejde. Parret fik i alt fire børn. Hun genoptog sit arbejde efter hans død i 1915. 

## Genoptagelse af karriere
Hendes farvetræsnit vistes formodentlig for sidste gang på udstillingen på Kunstindustrimuseet i København i 1904. I 1906 deltog hun med malede fajancefliser i afdelingen for folkekunst på den 3. tyske kunstværksudstilling i Dresden.

## Væsentlige teknikker
Hahn-Brinckmann er blandt de første nordeuropæiske kunstnere til at lave store, japanistiske farvetræsnit. Især inspireret af jugenstil. Herudover arbejdede hun med tekstildesign og miniaturemalerier på elfenben.
Hun var pioner indenfor farvetræsnittets udvikling i Tyskland omkring år 1900 tegnede, skar og trykte hun selv sine blade i processen. Hun opdelte sit tegnede motiv i farvefelter og skar de træstokke, der skulle være hvert tryk. Det gjorde hun op til 9 gange hver gang. Hun blandede selv sine akvarelfarver, satte farveflader op imod hinanden og skabte flydende overgange mellem farvetonerne uden konturlinjer. Denne teknik giver en subtil og raffineret balance mellem farve og form på papiret.
Hun var en af de første tyske kunstnere, der blev inspireret til at bearbejde indflydelse fra japansk trykgrafik i farvetræsnit. Hendes glæde ved at eksperimentere er karakteristisk.

## Væsentlige udstillinger
- Charlottenborgs Forårsudstilling 1885
- Kvindernes Udstilling 1895
- Kvindelige Kunstneres Retrospektive Udstilling, 1920 i Den Frie Udstillingsbygning.
- Derudover adskillige udstillinger i Dresden, Hamburg og Paris.[1]
- Against All Odds – Historiske kvinder og nye algoritmer, særudstilling på Statens Museum for Kunst, København, 31. august - 8. december 2024.

## Medaljer og priser'
Hun fik i 1900 tildelt en sølvmedalje for sit grafiske arbejde med farvetræsnit på Verdensudstillingen i Paris.
Bronzemedalje for underglasurmaleri, Hamborg 1889

## Væsentlige værker
I 1894 malede hun portrættet af Anna Gabriele Jacobsen (1862-1902), en nær ven fra Paris og en af de første kvindelige elever på Kunstakademiets malerskole i København. Værket vidner om en skolet teknik og et talent for portrætfremstilling, hvilket kommer til udtryk i kompositionen, lyset, skildringen af hendes tøj og det naturlige i gengivelsen af hendes ansigt.
I 1998 skabte sit mest kendte farvetræsnit “Schwanenwiek” som forestillet et vinterlandskab i Hamborg med svaner på en sø. Det blev udstillet hos Societé Nationale  des Beaux Arts årlige udstilling i Paris samme år.
I 1904 lavede værket “Aftenstemning”, et farvetræsnit som portrætterer billedhuggeren Niels Hansen Jacobsen (1861-1941), gift med Anna Gabriele Jacobsen. Motivet blev til på baggrund af skitser som Henriette Hahn-Brinckmann havde tegnet fire år tidligere i Paris, men da portrætsligheden ikke længere var præcis, fik det titlen “Aftenstemning”. Ansigtet er modelleret i felter af lys og skygge, bygget op af flader af kontrastfarver uden tydelige konturlinjer, en teknik, der giver en subtil og raffineret balance mellem farve og form på papiret.

## Værker af Hahn-Brinckmann kan findes på følgende museer
- Museum for kunsthåndværk Hamborg
- Kunsthalle Hamburg, Kupferstichkabinett
- Statens Kunstmuseum, Kobberstiksamlingen
- Kunstmuseer Krefeld
- Dithmarscher Landesmuseum Meldorf
- Vejens Kunstmuseum

| - Værker af Henriette Christine Hahn-Brinckmann - Dansk Ingefær i japansk træsnitstil, 1899 - Aftenstemning, 1904. Portræt af billedhuggeren Niels Hansen Jacobsen Vejen Kunstmuseum. |

| - Kapel foran byporten 'Steintor' ved Hamborg - Hahn-Brinckmann : Ottekantet kapel og krypt på den forfaldne St. Jacobi kirkegård ved Hamborg. 1891 - Samme kapel efter en tegning af Julius Faulwasser, 1855-1944, (de) : Det ottekantede kapel St. Jacobi kirkegård foran den tidligere byport 'Steintor', stenport (de) |